# Pipiza mutini
Pipiza mutini är en tvåvingeart som beskrevs av Violovitsh 1985. Pipiza mutini ingår i släktet gallblomflugor, och familjen blomflugor. Inga underarter finns listade i Catalogue of Life.